# Mukhtara (Libano)
Mukhtara (in arabo مختارة‎?, Mukhtāra) è una cittadina del Libano situata nel Distretto dello Shuf, sul Monte Libano.  È la città natale di Walid Jumblatt, leader del Partito Socialista Progressista.
Mukhtāra è anche un antico sito archeologico, scavato nel 1963 da Jacques Cauvin, che rinvenne 378 utensili in selce: pugnali, punte di freccia, falcetti, asce, scalpelli, picconi e punteruoli risalenti al neolitico.